# Blel Kadri
Blel Kadri (Bordeaux, 1986. szeptember 3. –) francia profi kerékpáros. 2016-ban visszavonult a versenyzéstől.

## Eredményei
2007
3., Francia országúti bajnokság - Mezőnyverseny - U-23
2008
1., összetettben - Kreiz Breizh Elites
1., 4. szakasz
2., összetettben - Ronde de l'Isard
1., 2. szakasz
7., összetettben - Tour du Haut Anjou
2009
3. - GP de Plumelec-Morbihan
7. - Trophée des Grimpeurs
2010
7., összetettben - Route du Sud
1., 2. szakasz
2011
2., összetettben - Circuit de la Sarthe - Pays de la Loire
4., összetettben - Bayern-Rundfahrt
8., összetettben - Tour Down Under
10., összetettben - Katalán körverseny
2012
1., hegyi pontverseny - Route du Sud
10., összetettben - Les Boucles du Sud Ardèche
2013
1., összetettben - Roma Maxima
Legaktívabb versenyző - Tour de France, 2. szakasz
2014
Tour de France
1., 8. szakasz
Legaktívabb versenyző - 2. és 8. szakasz

## Grand Tour eredményei
| Grand Tour | 2010 | 2011 | 2012 | 2013 | 2014 | 2015 | 2016 |
| ---------- | ---- | ---- | ---- | ---- | ---- | ---- | ---- |
| Giro       | -    | -    | -    | -    | -    | -    | 147. |
| Tour       | -    | 116. | 89.  | 125. | 84.  | -    | -    |
| Vuelta     | 82.  | -    | 169. | -    | -    | 150. | -    |